# Lipnik (powiat pińczowski)
Lipnik – wieś w Polsce, położona w województwie świętokrzyskim, w powiecie pińczowskim, w gminie Kije.
| SIMC    | Nazwa       | Rodzaj     |
| ------- | ----------- | ---------- |
| 0242855 | Marynieckie | część wsi  |
| 0242861 | Młynki      | przysiółek |

W latach 1975–1998 miejscowość należała administracyjnie do województwa kieleckiego. Przez wieś przebiega droga krajowa numer 78.